# Административно деление на Виетнам
Територията на Виетнам се дели на 58 провинции (тин) (на виетнамски: tỉnh) и на 5 централно-управлявани общини със статут на провинция (тхан пхо трук тхуок трунг уонг) (на виетнамски: thành phố trực thuộc trung ương): Ханой, Хайфонг, Хошимин, Да Нанг и Кан Тхо. Условно виетнамското правителство дели страната на 8 региона, но те невинаги се използват при административното деление на Виетнам, а и в различни източници числеността им и имената им варират, като в едни се дават буквалните им преводи, а в други се запазва оригиналното им виетнамско наименование.
Провинциите от своя страна се делят на поделения (хюуйен) (на виетнамски: huyện), провинциални градове (тхан пхо трук тхуок тин) (на виетнамски: thành phố trực thuộc tỉnh) и градове (тхи са) (на виетнамски: thị xã), които се делят на градчета (тхи ви) (на виетнамски: thị trấn) и комуни (са) (на виетнамски: xã)
Централно-управляваните общини се делят на селски поделения (хюуйен)(на виетнамски: huyện) и градски поделения (куан) (на виетнамски: quận), които се делят на части (пхуонг) (на виетнамски: phường)

## Управление
Теоретично всички виетнамски провинции се управляват от Народни съвети, които се избират от жителите на съответната провинция. От своя страна Народният провинциален съвет избира Народен комитет, който действа като изпълнителната власт в провинцията. Тази опростена структура е подобна на начина, по който функционира и Виетнамското народно правителство. Провинциалните власти са пряко подчинени на държавата.

### Народен съвет
Всеки Народен съвет има Главен комитет, който се състои от председател и неговите/нейните заместници, като всички се избират измежду представителите на съвета. Комитетът има няколо основни фунцкии, сред които да представя Народния съвет, когато той не е свикан. Съществуват още няколко комитета, всеки с точно определени задачи за изпълнение. Всички провинции имат собствени икономически и бюджетни комитети, социално-културен комитет и законов комитет. Ако дадена провинция има значително невиетнамско население по принцип се назначава и комитет по етническите въпроси.
Жителите на всяка провинция имат право да участват на изборите за Народен съвет, ако са навършили 18-годишна възраст, но нямат право да се кандидатират за членове на съвета преди да са навършили 21 години. За да стане кандидат за Народен съвет желаещият или трябва да се самономинира или да бъде посочен от Националния фронт. Номинираните кандидати след това минават предварително гласуване на организирана от Националния фронт конференция на избирателите. Участниците в конференцията определят, понякога с тайно гласуване, а друг път с явно гласуване с ръка, дали кандидатите отговарят на изискванията на Народния съвет. Кандидатите, които не „вдъхват“ доверие на делегатите на конференцията, нямат право да вземат участие на изборите.
Броят на кандидатите определени от гласуването по административни деления най-често са между един и трима. Кандидатите винаги трябва да бъдат повече от колкото реално свободни места има.

### Народен комитет
Народният комитет е органът на изпълнителната власт в провинциалното правителство, като сам по себе си носи отговорност за формулирането и изпълняването на местната политика. Най-близкият еквивателент на комитети е правителственият кабинет. Народният комитет задължително има собствен президент, вицепрезидент и между 9 и 11 редовни члена.

## Провинции
| Провинция           | На виетнамски   | Столица           | Население (1 юли 2006) | Площ (1 януари 2006) | Регион                 |
| ------------------- | --------------- | ----------------- | ---------------------- | -------------------- | ---------------------- |
| Бак Нин             | Bắc Ninh        | Бак Нин           | 1 009 800              | 823.1 km²            | Донг Банг Сонг Хонг    |
| Ха Нам              | Hà Nam          | Фу Ли             | 826 600                | 859.7 km²            | Донг Банг Сонг Хонг    |
| Хай Дуонг           | Hải Dương       | Хай Дуонг         | 1 722 500              | 1 652.8 km²          | Донг Банг Сонг Хонг    |
| Хунг Йен            | Hưng Yên        | Хунг Йен          | 1 142 700              | 923.5 km²            | Донг Банг Сонг Хонг    |
| Нам Дин             | Nam Định        | Нам Дин           | 1 974 300              | 1 650.8 km²          | Донг Банг Сонг Хонг    |
| Нин Бин             | Ninh Bình       | Нин Бин           | 922 600                | 1 392.4 km²          | Донг Банг Сонг Хонг    |
| Тхай Бин            | Thái Bình       | Тай Бин           | 1 865 400              | 1 546.5 km²          | Донг Банг Сонг Хонг    |
| Вин Фук             | Vĩnh Phúc       | Вин Йен           | 1 180 400              | 1 373.2 km²          | Донг Банг Сонг Хонг    |
| Ханой (Ха Ной)      | Hà Nội          |                   | 5 760 200              | 3 119 km²            | Донг Банг Сонг Хонг    |
| Хайфонг (Хай Фонг)  | Hải Phòng       |                   | 1 803 400              | 1 520.7 km²          | Донг Банг Сонг Хонг    |
| Ха Тин              | Hà Tĩnh         | Ха Тин            | 1 306 400              | 6 026.5 km²          | Бак Чунг Бо            |
| Нге Ан              | Nghệ An         | Вин               | 3 064 300              | 16 498.5 km²         | Бак Чунг Бо            |
| Куанг Бин           | Quảng Bình      | Донг Хой          | 847 900                | 8 065.3 km²          | Бак Чунг Бо            |
| Куанг Чи            | Quảng Trị       | Донг Ха           | 625 800                | 4 760.1 km²          | Бак Чунг Бо            |
| Тхан Хоа            | Thanh Hoá       | Тхан Хоа          | 3 680 400              | 11 136.3 km²         | Бак Чунг Бо            |
| Тхуа Тхиен-Хюе      | Thừa Thiên-Huế  | Хюе               | 1 143 500              | 5 065.3 km²          | Бак Чунг Бо            |
| Бак Жианг           | Bắc Giang       | Бак Жианг         | 1 594 300              | 3 827.4 km²          | Донг Бак               |
| Бак Кан             | Bắc Kạn         | Бак Кан           | 301 500                | 4 868.4 km²          | Донг Бак               |
| Као Банг            | Cao Bằng        | Као Банг          | 518 900                | 6 724.6 km²          | Донг Бак               |
| Ха Жианг            | Hà Giang        | Ха Жианг          | 683 500                | 7 945.8 km²          | Донг Бак               |
| Ланг Сон            | Lạng Sơn        | Ланг Сон          | 746 400                | 8 331.2 km²          | Донг Бак               |
| Лао Кай             | Lào Cai         | Лао Кай           | 585 800                | 6 383.9 km²          | Донг Бак               |
| Фу Тхо              | Phú Thọ         | Виет Чи           | 1 336 600              | 3 528.4 km²          | Донг Бак               |
| Куанг Нин           | Quảng Ninh      | Ха Лонг           | 1 091 300              | 6 099.0 km²          | Донг Бак               |
| Тхай Нгуйен         | Thái Nguyên     | Тхай Нгуйен       | 1 127 200              | 3.546.6 km²          | Донг Бак               |
| Туйен Куанг         | Tuyên Quang     | Туйен Куанг       | 723 300                | 5 870.4 km²          | Донг Бак               |
| Йен Бай             | Yên Bái         | Йен Бай           | 740 700                | 6 899.5 km²          | Донг Бак               |
| Диен Биен           | Điện Biên       | Диен Биен Фу      | 459 100                | 9 562.5 km²          | Тай Бак                |
| Хоа Бин             | Hoà Bình        | Хоа Бин           | 820 400                | 4 684.2 km²          | Тай Бак                |
| Лай Тяу             | Lai Châu        | Лай Тяу           | 319 900                | 9 112.3 km²          | Тай Бак                |
| Сон Ла              | Sơn La          | Сон Ла            | 1 007 500              | 14 174.4 km²         | Тай Бак                |
| Дак Лак             | Dak Lak         | Буон Ма Тхуот     | 1 737 600              | 13 139.2 km²         | Тай Нгуйен             |
| Дак Нонг            | Dak Nông        | Жиа Нгиа          | 407 300                | 6 516.9 km²          | Тай Нгуйен             |
| Жиа Лай             | Gia Lai         | Плей Ку           | 1 161 700              | 15 536.9 km²         | Тай Нгуйен             |
| Кон Тум             | Kon Tum         | Кон Тум           | 383 100                | 9 690.5 km²          | Тай Нгуйен             |
| Лам Донг            | Lâm Đồng        | Да Лат            | 1 179 200              | 9 776.1 km²          | Тай Нгуйен             |
| Бин Дин             | Bình Định       | Куи Нхон          | 1 566 300              | 6 039.6 km²          | Нам Чунг Бо            |
| Кхан Хоа            | Khánh Hòa       | Ня Чанг           | 1 135 000              | 5 217.6 km²          | Нам Чунг Бо            |
| Фу Йен              | Phú Yên         | Туи Хоа           | 873 300                | 5 060.6 km²          | Нам Чунг Бо            |
| Куанг Нам           | Quảng Nam       | Там Ки            | 1 472 700              | 10 438.3 km²         | Нам Чунг Бо            |
| Куанг Нгай          | Quảng Ngãi      | Куанг Нгай        | 1 295 600              | 5 152.7 km²          | Нам Чунг Бо            |
| Да Нанг             | Đà Nẵng         |                   | 788 500                | 1 257.3 km²          | Нам Чунг Бо            |
| Ба Зя-Вунг Тау      | Bà Rịa-Vũng Tàu | Ба Зя             | 926 300                | 1 989.6 km²          | Донг Нам Бо            |
| Бин Дуонг           | Bình Dương      | Тху Дау Мот       | 964 000                | 2 696.2 km²          | Донг Нам Бо            |
| Бин Фуок            | Bình Phước      | Донг Соаи         | 809 500                | 6 883.4 km²          | Донг Нам Бо            |
| Бин Тхуан           | Bình Thuận      | Фан Тхиет         | 1 163 700              | 7 836.9 km²          | Донг Нам Бо            |
| Донг Най            | Đồng Nai        | Биен Хоа          | 2 214 800              | 5 903.9 km²          | Донг Нам Бо            |
| Нин Тхуан           | Ninh Thuận      | Фан Занг-Тхап Тям | 567 900                | 3 363.1 km²          | Донг Нам Бо            |
| Тай Нин             | Tây Ninh        | Тай Нин           | 1 047 100              | 4 035.9 km²          | Донг Нам Бо            |
| Хошимин (Хо Ши Мин) | Hồ Chí Minh     |                   | 6 105 800              | 2 098.7 km²          | Донг Нам Бо            |
| Ан Жианг            | An Giang        | Лонг Сюйен        | 2 210 400              | 3 536.8 km²          | Донг Банг Сонг Ку Лонг |
| Бак Лиеу            | Bạc Liêu        | Бак Лиеу          | 820 100                | 2 584.1 km²          | Донг Банг Сонг Ку Лонг |
| Бен Че              | Bến Tre         | Бен Че            | 1 353 300              | 2 360.2 km²          | Донг Банг Сонг Ку Лонг |
| Ка Мау              | Cà Mau          | Ка Мау            | 1 232 000              | 5 331.7 km²          | Донг Банг Сонг Ку Лонг |
| Донг Тхап           | Đồng Tháp       | Као Лан           | 1 667 800              | 3 376.4 km²          | Донг Банг Сонг Ку Лонг |
| Хау Жианг           | Hậu Giang       | Ви Тхан           | 796 900                | 1 601.1 km²          | Донг Банг Сонг Ку Лонг |
| Киен Жианг          | Kiên Giang      | Зат Жа            | 1 684 600              | 6 348.3 km²          | Донг Банг Сонг Ку Лонг |
| Лонг Ан             | Long An         | Тан Ан            | 1 423 100              | 4 493.8 km²          | Донг Банг Сонг Ку Лонг |
| Сок Чанг            | Sóc Trăng       | Сок Чанг          | 1 276 200              | 3 312.3 km²          | Донг Банг Сонг Ку Лонг |
| Тиен Жианг          | Tiền Giang      | Ми Тхо            | 1 717 400              | 2 484.2 km²          | Донг Банг Сонг Ку Лонг |
| Ча Вин              | Trà Vinh        | Ча Вин            | 1 036 800              | 2 295.1 km²          | Донг Банг Сонг Ку Лонг |
| Вин Лонг            | Vĩnh Long       | Вин Лонг          | 1 057 000              | 1 479.1 km²          | Донг Банг Сонг Ку Лонг |
| Кан Тхо             | Cần Thơ         |                   | 1 139 900              | 1 401.6 km²          | Донг Банг Сонг Ку Лонг |

## Региони
Освен на провинции Виетнам е схематично разделен и на 8 (варират в различните източници) региона:
Тай Бак (Северозападен) (на виетнамски: Tây Bắc) – състои се от четири вътрешни провинции, като две от тях граничат с Лаос и една с Китай.
Донг Бак (Североизточен) (на виетнамски: Đông Bắc) – включва единадесет, предимно планински провинции, които се намират на север от Червената река.
Донг Банг Сонг Хонг или Ха Ной Кин-Донг Банг Сонг Хонг (Делтата на Червената река или Голям Ха Ной и Делтата на Червената река) (на виетнамски: Dong Bang Song Hong) или (на виетнамски: Hà Nội Kinh-Dong Bang Song Hong) – включва девет сравнително малки по площ, но гъсто населени провинции, както и градовете, управляващи се на самостоятелно равнище Ханой и Хайфонг. Провинциите са разположени по протежението на Червената река и в нейната делта, която е гъсто заселена.
Бак Чунг Бо (Северен централен бряг) (на виетнамски: Bắc Trung Bộ) – състои се от шест провинции, които се простират от Лаос на запад до Южнокитайско море на изток.
Нам Чунг Бо (Южен централен бряг) (на виетнамски: Nam Trung Bộ) – образуван от пет крайбрежни провинции, които граничат на изток с Южнокитайско море, но на запад с друг виетнамски регион, а не с Лаос, както Бак Чунг Бо. Включва и самостоятелният град Да Нанг.
Тай Нгуйен (Западно плато) (на виетнамски: Tây Nguyên) – съставен от пет вътрешноконтинентални провинции, които са предимно с планински релеф. Тук живее голяма част от многообразните етнически малцинства във Виетнам.
Донг Нам Бо (Югоизточен) (на виетнамски: Đông Nam Bộ) – включва седем низинни провинции, които се намират на север от делтата на река Меконг. Тук се намира и самостоятелният град Хошимин, който е и най-големият град в страната.
Донг Банг Сонг Ку Лонг или Тай Нам Бо Виет Нам-Донг Банг Сонг Ку Лонг (Делтата на река Меконг или Югозападен район и Делтата на река Меконг) (на виетнамски: Đồng Bằng Sông Cửu Long) или (на виетнамски: Tây Nam Bo Việt Nam-Đồng Bằng Sông Cửu Long) – съставен от 12 малки по площ, но гъсто населени провинции, разположени в делтата на река Меконг. Тук се намира и самостоятелният град Кан Тхо.